# Совєтське (Рибницький район)
Совєтське (рос. Советское; рум. Sovietscoe) — село в Рибницькому районі в Молдові (Придністров'ї).
Згідно з переписом населення 2004 року у селі проживало 37,9% українців.